# Villa Costebelle
La villa Costebelle est une villa située à Barcelonnette, en France.

## Localisation
La villa est située sur la commune de Barcelonnette, dans le département français des Alpes-de-Haute-Provence.

## Historique
L'édifice est inscrit au titre des monuments historiques en 1986.